# Корпоративы в Корее
Корпоративный ужин или хвесик (회식, 會食), является популярным видом встреч в Южной Корее, во время которых люди собираются, чтобы вместе выпить. В корейском обществе хвесик стали важной частью субкультуры организаций и компаний. Подобные мероприятия существуют не только в Южной Корее, но и в Китае и Японии. В Корее и Японии же они часто включают в себя употребление алкоголя.
В Южной Корее такие ужины являются устоявшейся традицией в корпоративной культуре и обычно проводятся после работы. Однако из-за коллективистского характера корейской культуры такие мероприятия стали восприниматься как социальная проблема: в последнее время многие корейцы, особенно молодые, выступают за отмену корпоративных ужинов или по крайней мере, за то, чтобы они имели более здоровый характер, не были принудительными и не сопровождались харрасментом работников, в том числе сексуальным. 

## Происхождение и особенности
Термин «корпоративный ужин» имеет свои корни в слове «хвемин» из эпохи Чосон. Это слово использовалось для обозначения единства короля и его подданных, буквально, неся смысл «быть вместе с народом». Наиболее распространённая теория происхождения предполагает, что «회식» (корпоративный ужин) эволюционировало от этого слова «хвемин». Таким образом, «корейский корпоратив» можно интерпретировать как традицию, восходящую к идее совместного проживания и трапезы короля и его подданных, подчеркивая важность коллективизма и единства в обществе.
Как правило, после работы сотрудники во главе с боссом сначала отправляются в ресторан, где подают жареные блюда, такие, как самгепсаль, при этом также употребляют пиво или сочжу. После ресторана коллектив отправляется в бар, где употребляют в основном алкоголь, в том числе смесь пива и сочжу. Затем компания отправляется в караоке (норэбан). Подобные корпоративы могут проводиться с разной частотой, в некоторых фирмах — до двух раз в неделю.

## История

### 1980-е — 1990-е годы
Влияние традиционной военной культуры Кореи заключалось в том, что подчинённые должны были пить алкоголь перед старшими. Выпивка в основном включала в себя такие напитки как, смесь пива или соджу с ликером. В корпоративной культуре Кореи существует идея о том, что «пьяный человек — лояльный человек». Однако в 1990-е годы начались кампании, выступающие за здоровое потребление алкоголя, и из-за экономического кризиса МВФ (международного валютного фонда) культура избегания социальных собраний стала более распространённой.

### История (2000-е годы — настоящее время)
В ответ на социальную атмосферу, связанную с проблемами, касающимися смешиванием различных видов алкоголя и сексуальных домогательств, компании и организации активно работают над улучшением культуры корпоративов. В настоящее время всё чаще встречаются такие формы развлечений и культурных мероприятий, как просмотр фильмов и боулинг, вместо обычного распития алкоголя и танцев.

### Изменения, связанные с новыми законами
Закон Ким Ён Рана, также известный как закон о запрете взяток (вступил в силу в 2016 году), регулирует вопросы о взяточничестве и получении подарков. С момента введения этого закона различные виды корпоративных ужинов и развлекательной культуры после работы значительно сократились, в то время как доля личного досуга увеличилась.

### Изменения, связанные с движением #MeToo
Исследователи отмечают, что хвесик зачастую сопряжён с гендерной дискриминацией: начальник может приказать сотруднику-женщине танцевать или сделать что-то ещё, отчего она чувствует себя униженной. 76 % опрошенных сотрудниц сталкивались с тем, что им приходится разливать напитки для сотрудников-мужчин, 87 % считают, что сексуальные домогательства на хвесике являются обычным делом. В 2017 году движение #MeToo широко распространилось в Южной Корее. Это движение оказало значительное влияние на культуру корпоративных ужинов внутри корейских компаний. Старшие сотрудники, которые обычно инициировали такие мероприятия, стали раньше уходить с работы, что привело к сокращению количества таких встреч. В некоторых компаниях и государственных учреждениях в результате движения #MeToo пытались уменьшить или вообще устранить мероприятия, вызывающие дискомфорт у подчинённых. Таким образом, корпоративные ужины, на которые раньше подчинённых принуждали находиться, стали сокращаться.

## Функции

### Положительные функции
Корпоративные ужины помогают членам коллектива снять напряжение и стресс, повысить уровень доверия и близости, разрешить конфликты и улучшить взаимопонимание между коллегами. Такие мероприятия способствуют уменьшению стресса, разрешению личных и конфликтов между отделами, что в свою очередь улучшает гармонию среди сотрудников и повышает эффективность работы.

### Негативные последствия

#### Чрезмерное употребление алкоголя и вредной пищи
На корпоративных ужинах невозможно отказаться от алкоголя. Еда в основном представляет собой жирную и жареную пищу быстрого приготовления. Чрезмерное употребление спиртного может доставить дискомфорт тем, кто плохо переносит алкоголь. Это связано с тем, что начальники или другие коллеги могут стать свидетелями твоего опьяненного состояния. Из-за того, что трудно отказать люди, вынуждены выпивать чрезмерное количество алкоголя. В конечном итоге это приводит к похмелью на следующий день, что может вызвать сильную усталость и ухудшить настроение, вплоть до невозможности выйти на работу. В Корее встречаются случаи, когда семья работника подаёт в суд на компанию из-за того, что у сотрудника обострились хронические заболевания в результате участия в корпоративах. Гибель человека в результате хвесика суды расценивают, как несчастный случай на рабочем месте, так как хвесик считается продолжением работы.

#### Принудительное участие
Многие сотрудники компаний вынуждены участвовать в корпоративных посиделках. Из-за этого участие в таких вечерах вызывает пассивное или даже неловкое поведение. Руководители могут инициировать разговоры, а подчиненные должны активно поддерживать их. Большинство участников просто едят и пьют, отказываясь веселиться и наслаждаться общением с другими. Несмотря на позднее завершение встречи, сотрудники вынуждены являться на следующий день на работу; учитывая последствия чрезмерного потребления алкоголя и вредной пищи, это сказывается на качестве их труда. 

#### Ухудшение отношений из-за поздних корпоративных встреч
Большая часть разговоров на таких вечерах ведется с коллегами и руководителями, с упором на недостатки компании и роспуск слухов о ней. Отрицательные высказывания и обсуждения могут распространяться за пределы вечеров, что может привести к нарушению отношений между людьми и внутреннему кризису в компании.